# Patricia Hayes
Patricia Lawlor Hayes OBE (Londres, 22 de dezembro de 1909 – Surrey, 19 de setembro de 1998) foi uma atriz inglesa. Ela ganhou maior reconhecimento no papel-título de Edna, a Mulher Inebriada, pelo qual ganhou um Prêmio BAFTA em 1972.

## Biografia
Hayes nasceu em Camberwell, sudeste de Londres, em 1909. Aos 18 anos, ingressou na Royal Academy of Dramatic Art. Em uma carreira de 70 anos, a atriz atuou com muitos dos grandes comediantes britânicos, incluindo Ted Ray, Tony Hancock, Benny Hill, Warren Mitchell e Frankie Howerd.

## Morte
Patricia já estava doente havia algum tempo e morreu em 19 de setembro de 1998, em Surrey, aos 88 anos. Ela foi sepultada no Cemitério Watts, em Surrey.

## Filmografia
| Ano     | Título                               | Papel                                    | Nota(s)                            |
| ------- | ------------------------------------ | ---------------------------------------- | ---------------------------------- |
| 1938    | When We Are Married                  | Ruby Birtle                              |                                    |
| 1957-68 | The Benny Hill Show                  | Vários                                   | Série de TV                        |
| 1957-58 | Educated Evans                       | Mãe de Joe                               |                                    |
| 1958-60 | Hancock                              | Mrs. Cravatte                            |                                    |
| 1962-66 | Hugh and I                           | Griselda Wormold                         |                                    |
| 1967-69 | The Very Merry Widow                 | Katie                                    |                                    |
| 1967-75 | Till Death Us Do Part                | Mrs Evans                                |                                    |
| 1968-69 | According To Dora                    | Various                                  |                                    |
| 1968-69 | The World of Beachcomber             | Vários                                   |                                    |
| 1969    | Catweazle                            | Mrs. Skinner                             | ("The wisdom of Solomon")          |
| 1971    | Grasshopper Island                   | Lupus                                    |                                    |
| 1971    | Edna, the Inebriate Woman            | Edna                                     |                                    |
| 1971    | The Trouble With Lilian              | Lilian                                   |                                    |
| 1971-72 | The Last of the Baskets              | Mrs Basket                               |                                    |
| 1972    | The Goodies                          | Hazel, ou "Hecate, Rainha de Necromancy" | "That Old Black Magic" (ep 3.4)    |
| 1974    | Holiday With Strings                 | Aeromoça                                 |                                    |
| 1977    | London Belongs To Me                 | Connie Coke                              |                                    |
| 1980    | Juliet Bravo                         | Doris Latham                             |                                    |
| 1980-82 | Spooner's Patch                      | Mrs Cantaford                            |                                    |
| 1981    | Till Death...                        | Min Reed                                 |                                    |
| 1983    | The Witches and the Grinnygog        | Miss Bendybones                          |                                    |
| 1983-84 | The Lady Is a Tramp                  | Velha Pat                                |                                    |
| 1984    | Hammer House of Mystery and Suspense | Gran Waters                              | "And the Walls Came Tumbling Down" |
| 1984    | Never Ending Story                   | Urgl                                     |                                    |
| 1985    | Marjorie and Men                     | Alice Tripp                              |                                    |
| 1993    | Lovejoy                              | Lady Alfreston                           | (5° temporada, episódio 3)         |
| 1995    | Heartbeat                            | Flo                                      | (5° temporada, episódio 2)         |